# El Sant Crist del Clascar
El Sant Crist del Clascar és la capella de la masia del Clascar, del terme municipal de Sant Quirze Safaja, al municipi de Sant Quirze Safaja (Moianès). És a l'extrem de llevant del terme, en territori de l'antic poble de Bertí. Està situada dins del bosc del Clascar, un alzinar que hi ha darrere de la casa. Data del 1925, moment en què es va portar a terme la reforma de la masia. Forma part de l'Inventari del Patrimoni Arquitectònic de Catalunya.

## Descripció
És un edifici de planta circular situada damunt d'un pòdium, amb un sol accés. El sòcol és de pedra i al seu damunt té una barana on encara queden restes de la base d'alguna columna, per terra hi ha restes de les columnes estriades i part de l'entaulament. Antigament tenia capitells de marbre que han desaparegut. L'edifici és de maó recobert simulant carreus. Està cobert per rajoles vidriades. La porta d'entrada està coronada per un frontó i el paviment és de tipus romanitzat.

## Història
Capella dedicada a Sant Crist, situada al bosc del Mas Clascar o castell de Bertí. La masia es va reformar l'any 1925 i es va convertir en un fantasiós castell. D'aquesta etapa data la construcció de la capelleta que, segons Dalmau, va ser "transportada pedra a pedra des d'un altre indret", encara que no s'han trobat referències que demostrin aquesta informació. Aquest edifici està inspirat en un templet romà. Actualment no conserva les seves columnes, que han estat robades degut a l'abandonament de la zona a les darreres dècades.